# Arturo Rangel Sosa
Arturo Rangel Sosa (1920 - desaparecido en agosto de 1966), misionero evangélico cubano y tercer apóstol de la Iglesia evangélica internacional Soldados de la Cruz de Cristo.

## Nacimiento
Arturo Rangel Sosa nació en Aguada de Pasajeros, hoy provincia de Cienfuegos, Cuba; el 20 de agosto de 1920.

## Conversión y llamamiento
Arturo Rangel Sosa tenía 27 años cuando fue bautizado el 13 de abril de 1947 en el poblado de Nazareno, La Habana; el 7 de junio se incorporó como discípulo de Cristo.
El 12 de febrero de 1948 fue levantado con la promesa del Espíritu Santo. A partir de allí, comenzó a forjar una cadena de amor y sacrificio por la obra de Dios en su país natal y en otros lugares de Suramérica. 
Ya instalado como misionero, es asignado como pastor en la provincia de Matanzas; más tarde, fue a establecer la obra de Dios en Isla de Pinos (hoy Isla de la Juventud). 
En esos menesteres se hallaba, cuando recibió la ordenación por la Oficina Central para fundar la obra en la República de Panamá.

## Obedeciendo el llamado
Dejando su familia en Cuba, partió el 21 de agosto de 1950 hacia la república de Panamá. El aeropuerto de Tocúmen recibió a un misionero sin dinero, sin personas conocidas, ni recursos materiales; pero con un corazón de gigante. Ese era el inicio de una gran tarea de fe y valor en tierra panameña.
Viajando de un lugar a otro del país, predicaba con fervor el evangelio de Cristo. Sin techo, durmiendo en parques, sótanos o a la intemperie; este varón de Dios no descansaba en su misión celestial. 
Selvas, valles, montañas y ciudades fueron testigos del trabajo de este misionero ejemplar. Hoy, después de varios años es realmente impresionante, escuchar el relato de  los lugares donde a solas con Dios iba el misionero por excelencia de los Soldados de la Cruz.  Dios premió su esfuerzo con una floreciente Iglesia.
Organizó decenas de iglesias y misiones. Estableció su oficina nacional en la ciudad de Panamá en el año 1955, desde donde dirigía y guiaba tan grandiosa obra. Más tarde, llevó consigo su familia hacia Panamá.  
Fue adelantado al grado de Obispo en la Conferencia de 1957 en Cuba, por el apóstol Ángel María. En el año de 1960, en la Conferencia cubana, fue ordenado como Obispo en Gran Escala. En carácter de supervisión, visitó iglesias en varios países de América. 

## Apostolado
El 19 de febrero de 1962 regresó a Cuba con motivo del fallecimiento del apóstol Ángel María Hernández Esperón. Tomó posesión de la Dirección de la Iglesia como el nuevo Apóstol, el 22 de febrero de 1962, aprobado por la iglesia en pleno; y reconocido como tal, ante el gobierno provincial de la Habana.  
Algunas obras sobresalientes del apóstol Arturo Rangel durante los cuatro años que estuvo dirigiendo la Iglesia evangélica internacional Soldados de la Cruz de Cristo son:
- Se destaca la tirada récord del nuestro órgano oficial(El Mensajero de los Postreros Días[1]) llegando a la elevada suma de 250 000 ejemplares en la edición de noviembre-diciembre del año de 1962.
- La obra de construcción y reparación de templos y misiones recibió nuevo impulso tanto en Cuba como en el extranjero.
- Estableció una imprenta propia de la iglesia en Panamá, para imprimir El Mensajero y el Heraldo de la Juventud para toda América.
- En el año 1964 el Apóstol Rangel agregó al nombre de la Iglesia la palabra "Internacional", registrándose desde entonces como "Iglesia Bando Evangélico Gedeón Internacional".
- Dio especial atención a la obra internacional de nuestra Iglesia, nombrando nuevos embajadores a otros países. Durante su administración se estableció la obra en Estados Unidos, Perú y Colombia.

## Desaparición
El 17 de agosto de 1966, partió en compañía de su hermano y Obispo José Rangel y del Evangelista Heliodoro Castillo, salió de su hogar en el campamento de Playa de Baracoa, rumbo a la provincia de Matanzas, ignorándose su paradero hasta la fecha. 
Su desaparición física consternó a toda la feligresía, llenándolos de tristeza y dolor. Pero su obra sigue viva, y aunque no exista una tumba donde descansen sus restos mortales, allá en el istmo que separa el continente americano, en su Panamá querida, frente al  majestuoso templo de los Soldados de la Cruz en La Chorrera, hay un sobrio y hermoso monumento que perpetúa la memoria de un hombre, que como el Apóstol Pablo cruzó fronteras llevando el mensaje de Jesucristo.